# Jack Chamangwana
Jack Chamangwana (Blantyre, Nyasalandia; 30 de abril de 1957 – Blantyre, Malaui; 6 de mayo de 2018) fue un futbolista y entrenador de fútbol de Malaui que jugó en la posición de defensa.

## Carrera

### Club
| Periodo   | Club             |
| --------- | ---------------- |
| 1975-1986 | Mighty Wanderers |
| 1986-1989 | Kaizer Chiefs    |

### Selección nacional
Debutó con Malaui el 10 de julio de 1975 en un partido amistoso ante Kenia. Disputó 133 partidos internacionales y anotó 10 goles, participó en la Copa Africana de Naciones 1984, dos eliminatorias a la Copa Mundial de Fútbol y en cuatro ediciones de la Copa CECAFA. Se retiraría de la selección nacional el 16 de abril de 1985 ante Mozambique por la Clasificación para la Copa Africana de Naciones de 1986.

### Entrenador
| Periodo   | Club              |
| --------- | ----------------- |
| 1998–1999 | Malaui            |
| 2007      | Young Africans SC |

## Logros
- Copa Chibuku (2): 1976, 1978
- 555 Challenge Cup (2): 1985, 1986
- BAT Sportsman Trophy (2): 1985, 1986
- Copa Nedbank (1): 1987
- Copa de la Liga de Sudáfrica (3): 1986, 1988, 1989
- MTN 8 (2): 1987, 1989